# Cargolux
Cargolux, ufficialmente Cargolux Airlines International S.A., è una compagnia aerea cargo lussemburghese con sede a Sandweiler, in Lussemburgo. Il suo hub principale è situato presso l'aeroporto di Lussemburgo-Findel, ma possiede anche un hub secondario presso l'Aeroporto Internazionale di Zhengzhou-Xinzheng, in Cina.

## Storia
La compagnia venne fondata il 4 marzo 1970 da Luxair, Loftleiðir e da un gruppo di investitori privati. Le operazioni iniziarono nel maggio successivo utilizzando un Canadair CL-44 sulla rotta Lussemburgo-Hong Kong.
Nel 1973, la flotta di Cargolux comprendeva cinque CL-44 e un Douglas DC-8; quest'ultimo permise alla società di entrare nel mercato dei jet, diminuendo considerevolmente i tempi di consegna.
Nel 1974, Cargolux e Loftleiðir unirono i loro centri di manutenzione e, nel 1975, Cargolux poté disporre di due nuovi hangar e di una nuova sede.
Nel 1978 vennero gradualmente dismessi i CL-44 e vennero aperte nuove rotte in Asia e negli Stati Uniti; nel 1979 venne consegnato il primo Boeing 747-200F e nell'ottobre 1980 il secondo.
Nel 1982, China Airlines fu la prima compagnia aerea a siglare un'alleanza strategica con Cargolux.
Nel 1983 venne introdotto il sistema informatico CHAMP (Cargo Handling and Management Planning) e la compagnia iniziò a effettuare alcuni voli charter durante il pellegrinaggio dell'Hajj.
Nel 1984, in seguito alla consegna del terzo Boeing 747, venne dismesso il DC-8.
Nel 1987, Lufthansa acquistò una quota del 24,5% della compagnia e Luxair aumentò la sua quota al 24,53%. Nel 1988 nacque "Lion Air", una compagnia aerea charter fondata da Cargolux e Luxair. La compagnia disponeva di due Boeing 747, ma l'ingresso di Cargolux nel mondo dei voli charter si rivelò un problema per il governo lussemburghese e "Lion Air" chiuse poco dopo.
Nel 1990, Cargolux fu la prima compagnia a firmare un contratto per l'acquisto di tre Boeing 747-400F. Gli aerei furono consegnati nel novembre 1993, nel dicembre 1993 e nel settembre 1995; sempre nel 1995 fu ordinato il quarto Boeing 747-400F.
Nel 1997, Luxair aumentò nuovamente la sua quota di partecipazione, portandola al 34%, mentre nel settembre dello stesso anno Lufthansa vendette la sua quota del 24,5% a "SAir Logistics"; successivamente Swissair Cargo stipulò un accordo di cooperazione con la compagnia lussemburghese. L'anno successivo, "SAir Logistics" aumentò la sua quota al 33%.
Nel 1999, la flotta di Cargolux raggiunse la doppia cifra, con 10 Boeing 747.
Nel febbraio 2000, Cargolux fu la prima compagnia al mondo a installare un simulatore di volo per l'addestramento sui Boeing 747-400F. Sempre nel 2000 fu aperta una rotta per Seul, in Corea del Sud.
Nel novembre 2005, la compagnia annunciò di aver ordinato dieci nuovi Boeing 747-8F, diventandone cliente di lancio insieme alla giapponese Nippon Cargo Airlines.
Nel 2006, Cargolux costruì un nuovo hangar in grado di ospitare contemporaneamente due Boeing 747. L'hangar ospita tuttora il reparto di manutenzione e ingegneria, che all'epoca contava oltre 490 dipendenti addetti alla manutenzione.
Nel mese di ottobre 2010, l'amministratore delegato di Cargolux fu incriminato negli Stati Uniti con l'accusa di aver creato un cartello con altri vettori cargo; in seguito alla condanna, la compagnia accettò di pagare una multa pari a 119 milioni di dollari. Nel novembre 2010, Cargolux fu multata, insieme ad altre dieci compagnie, per lo stesso reato anche dalla Commissione europea.
L'8 settembre 2011, Qatar Airways acquisì una quota del 35% della società, diventando così il secondo maggiore azionista dopo Luxair (che possedeva già il 43,4%). Gli altri azionisti erano la Banque et Caisse d'Épargne de l'État (al 10,9%) e la Société Nationale de Crédit et d'Investissement (al 10,7%).
Nel novembre 2012, Qatar Airways annunciò l'intenzione di vendere la propria quota dopo divergenze strategiche con altri importanti azionisti. Alla fine, la compagnia qatariota vendette la sua quota al governo del Lussemburgo, che la cedette poi a Henan Civil Aviation Development and Investment, una compagnia cinese, nel 2014. Nell'ambito di tale accordo, Cargolux lanciò un servizio dal Lussemburgo a Zhengzhou, in Henan.
Nel 2017, Cargolux stipulò una joint venture con Henan Civil Aviation Development and Investment per creare "Henan Cargo Airlines", detenendo una partecipazione del 25% nell'operazione.
Il 17 settembre 2011, Cargolux annunciò che non avrebbe accettato i primi due aerei Boeing 747-8F ordinati, la cui consegna era prevista entro pochi giorni, a causa di "problemi contrattuali irrisolti tra Boeing e la compagnia aerea" riguardanti gli aeromobili.
Dopo aver risolto i problemi contrattuali, Boeing consegnò il primo 747-8F proveniente da Everett, nello stato di Washington, il 12 ottobre 2011. L'aeromobile volò inizialmente verso l'aeroporto internazionale di Seattle-Tacoma, dove ritirò il carico prima di volare in Lussemburgo.
Nel 2019, Cargolux ha sponsorizzato un volo per due beluga dalla Cina a un santuario della fauna marina in Islanda, in collaborazione con "Sea Life Trust" e "Whale and Dolphin Conservation".
A giugno 2020, Cargolux e Unilode hanno esteso la loro partnership con un nuovo accordo.
Nel 2022, Cargolux ha venduto le sue restanti azioni di CHAMP Cargosystems alla Société internationale de télécommunications aéronautiques (SITA).
Nel 2023, Cargolux ha inaugurato una nuova unità aziendale di antincendio aereo, che gestirà una flotta di 12 velivoli, tre dei quali sono già stati consegnati.
Nel 2024, Cargolux e Norwegian Air Shuttle hanno firmato un contratto per oltre 140.000 tonnellate di e-SAF (e-Sustainable Aviation Fuel) che saranno fornite da Norsk e-Fuel a partire dal 2026.

## Flotta

### Flotta attuale

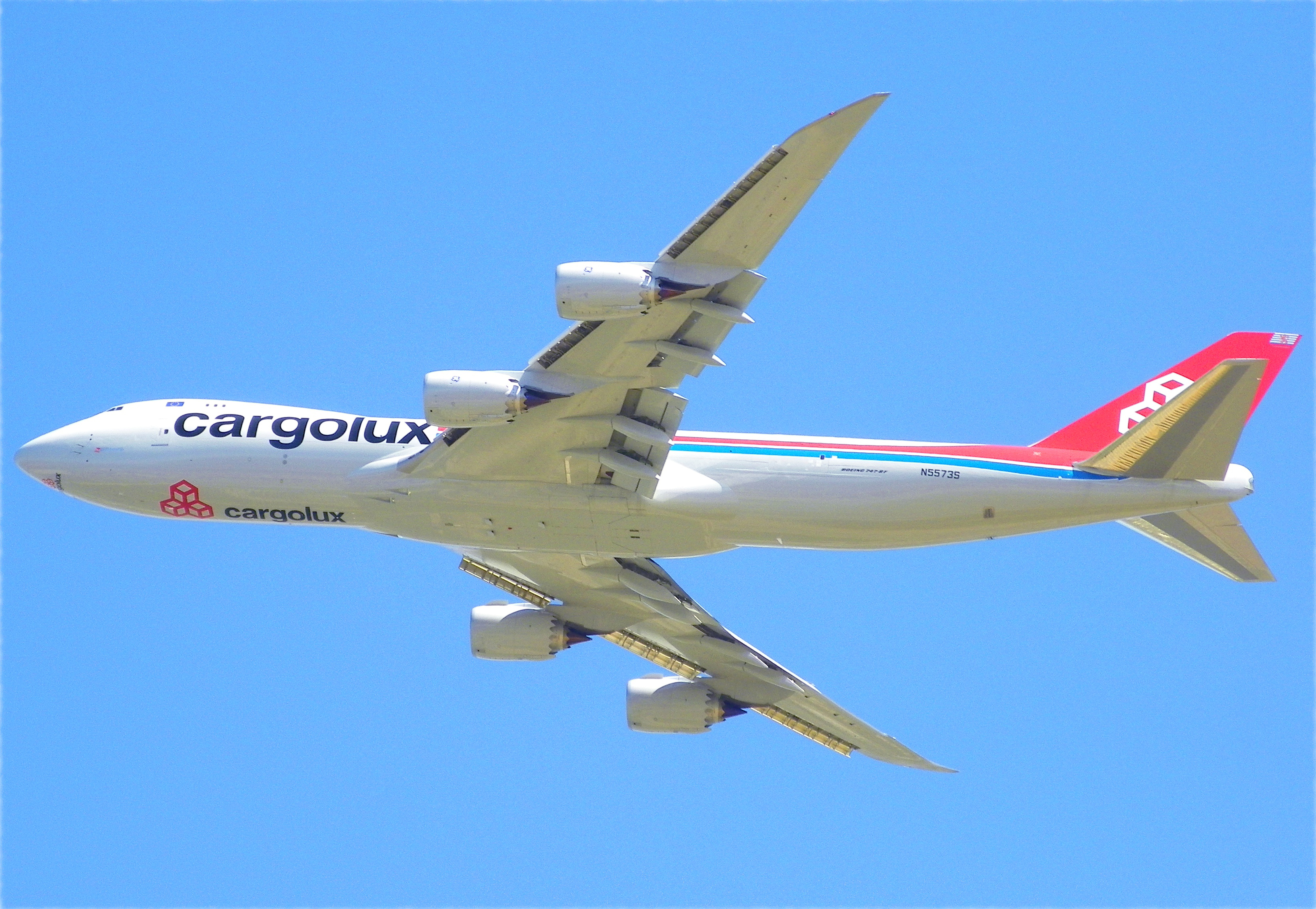
Uno dei Boeing 747-8F di Cargolux.

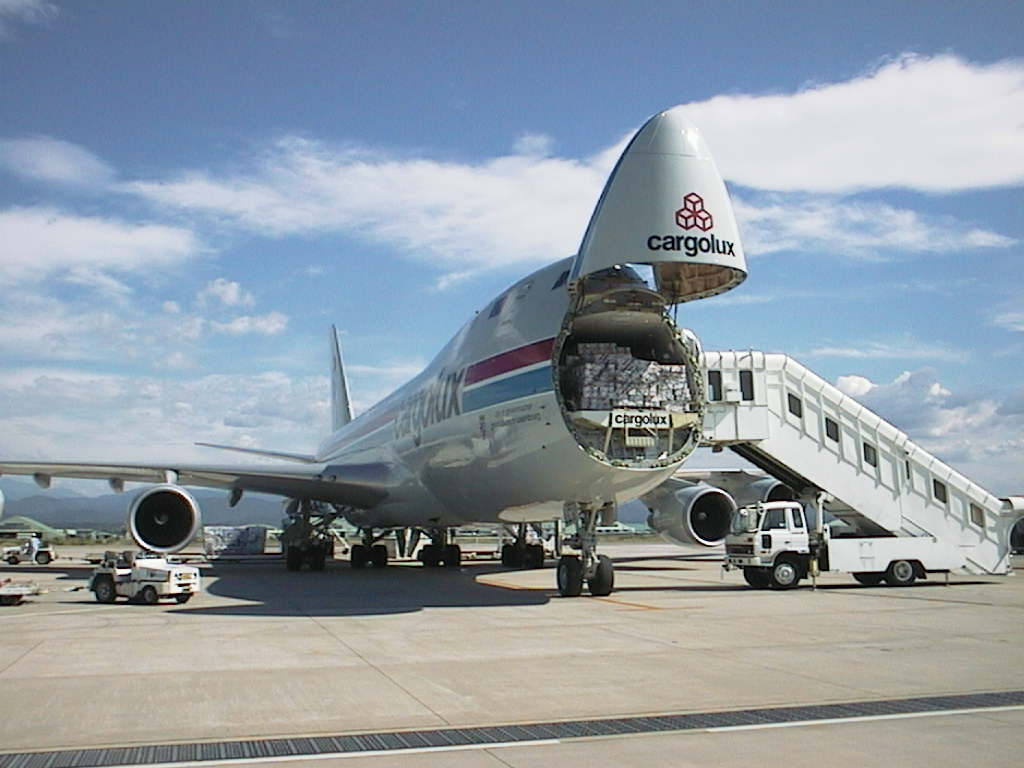
Uno dei Boeing 747-400F di Cargolux.

A luglio 2025 la flotta di Cargolux è composta dai seguenti aeromobili:

### Flotta storica
Cargolux operava in precedenza con i seguenti aeromobili:
- Boeing 747-100
- Boeing 747-200B
- Boeing 747-200C
- Boeing 747-200F
- Boeing 747-200(SF)
- Boeing 747-200(SCD)
- Boeing 747-300
- Canadair CL-44
- Douglas DC-8-53
- Douglas DC-8-55CF
- Douglas DC-8-61CF
- Douglas DC-8-63CF

## Controllate

### Cargolux Italia
Cargolux Italia SpA è la joint venture italiana che ha come nodo principale per le attività l'aeroporto di Milano-Malpensa. È stata fondata nel dicembre 2008 e le attività sono iniziate il 13 giugno dell'anno seguente. Opera con quattro Boeing 747-4R7F noleggiati dalla capofila verso diverse destinazioni come Hong Kong, Zhengzhou, Dubai, New York, Nairobi, Lussemburgo e Johannesburg.

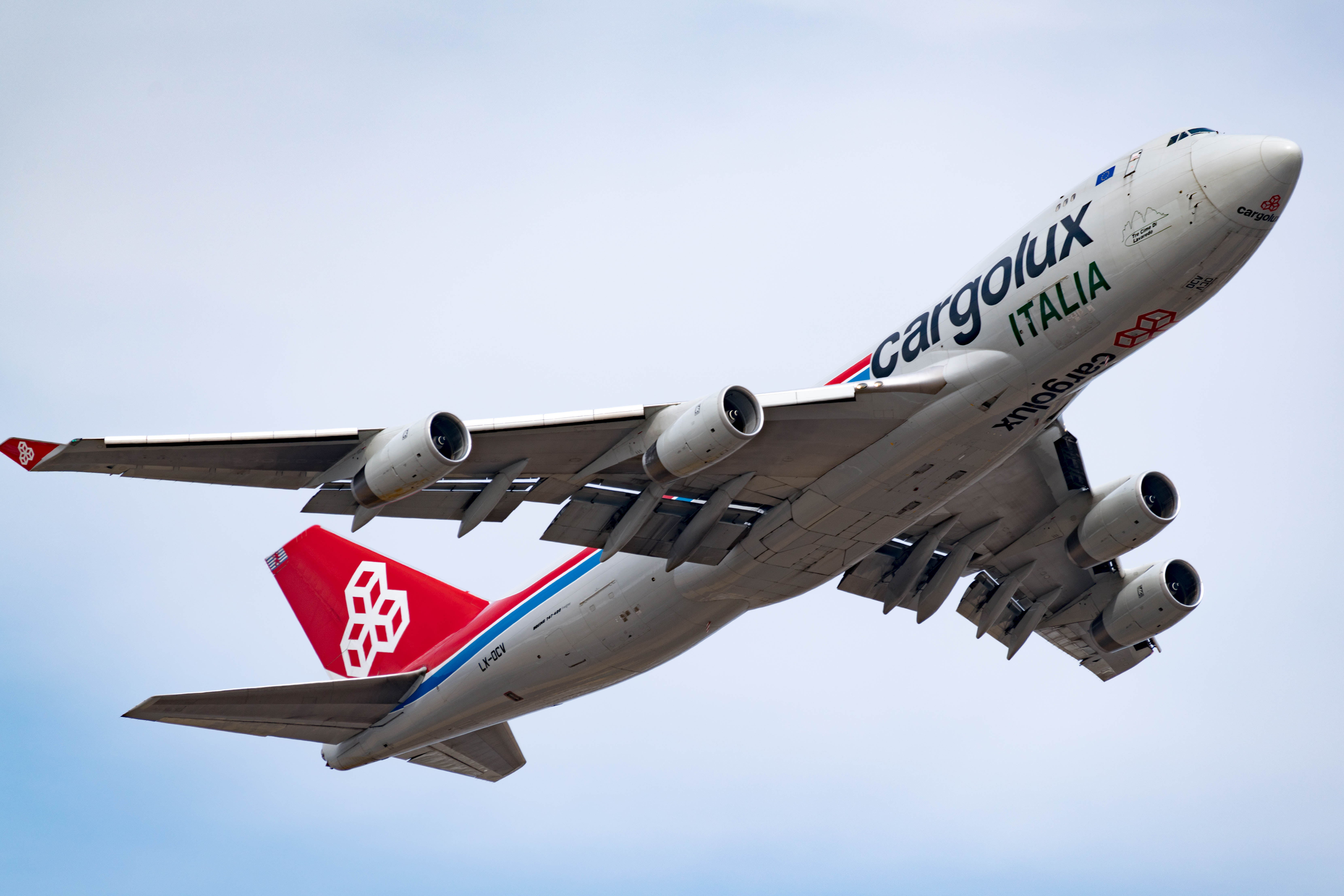
Un Boeing 747-400F di Cargolux Italia.

### Aquarius Aerial Firefighting
Aquarius Aerial Firefighting è una controllata creata nel 2023 per offrire assistenza nella lotta contro gli incendi. Questa avrà come base l'aeroporto del Lussemburgo, dove verranno schierati i dodici AT-802F Fire Boss ordinati, i primi due dei quali sono stati consegnati il 22 dicembre 2023.

## Incidenti

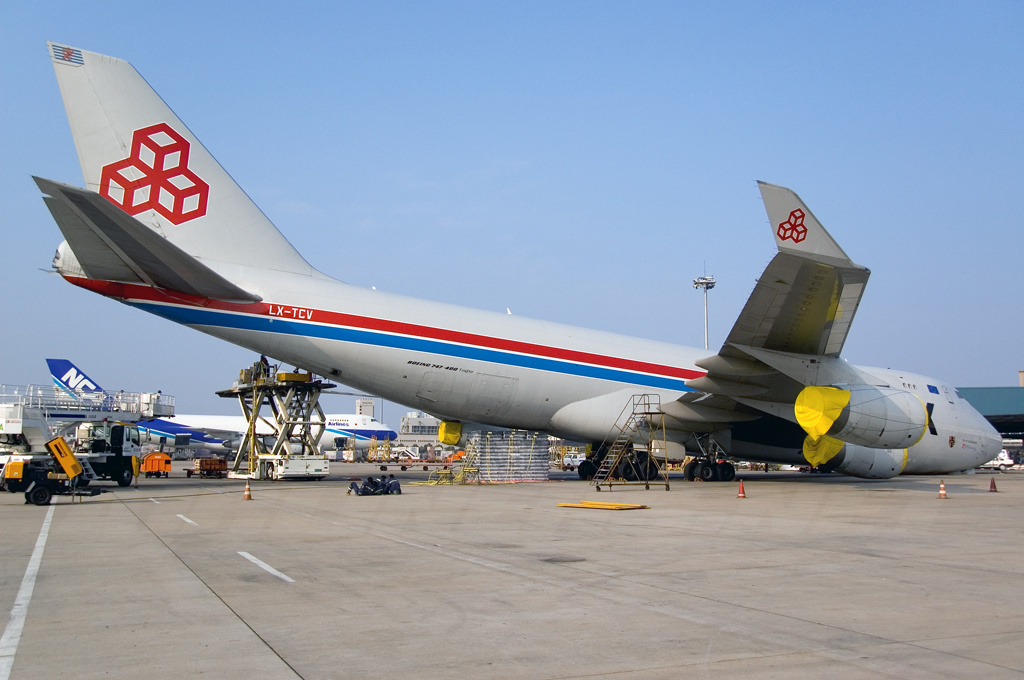
Il Boeing 747-400F LX-TCV coinvolto nell'incidente del 29 gennaio 2006, con il carrello d'atterraggio collassato.

- Il 2 dicembre 1970, un Canadair CL-44J (registrato come TF-LLG) si schiantò durante l'avvicinamento all'Aeroporto Internazionale di Dacca. Tutti e quattro i membri dell'equipaggio e tre persone a terra persero la vita. Le investigazioni conclusero che il sistema di blocco dei comandi si attivò a causa di un guasto idraulico, provocando il blocco totale dei comandi di volo.[31]
- 1º novembre 1992, un Boeing 747-200F (registrato come LX-DCV) risultò danneggiato in modo sostanziale quando, durante l'atterraggio all'aeroporto di Lussemburgo-Findel, il motore n. 4 si staccò. Il pilone del motore si sollevò e penetrò nell'ala dopo che il motore colpì la pista.[32]
- Il 29 gennaio 2006, un Boeing 747-400F (registrato come LX-TCV) fu coinvolto in un incidente minore, durante il quale il carrello d'atterraggio collassò mentre l'aereo si trovava a terra presso l'Aeroporto Internazionale di Shanghai Pudong.
- Il 21 gennaio 2010, il volo Cargolux 7933, un Boeing 747-4R7F, entrò in contatto durante l'atterraggio con un veicolo per la manutenzione delle luci presente sulla pista. Nessuno perse la vita; Tuttavia l'addetto alla manutenzione, che al momento della collisione si trovava vicino al van, rimase scioccato e venne trattato in ospedale.[33]